# Nematopodius luteus
Nematopodius luteus là một loài tò vò trong họ Ichneumonidae.